# Złotów
Pour l’article homonyme, voir Złotów (Basse-Silésie).
Złotów (prononciation : [ˈzwɔtuf], en allemand : Flatow) est une commune urbaine de la Voïvodie de Grande-Pologne et du powiat de Złotów.
Elle est située à environ 120 km au nord de Poznań, capitale de la voïvodie de Grande-Pologne.
Elle est le siège administratif de la gmina de Złotów (bien qu'elle ne fasse pas partie de son territoire) et du powiat de Złotów.
Elle s'étend sur 11,58 km2 et comptait 18 303 habitants en 2011.

## Géographie
En bordure avec la région géographie de la Poméranie, la région de Złotów est très riche en forêts et marécages.
Złotów se trouve également au bord d'un lac alimenté par la rivière Głomia (pl), affluent de la Gwda (pl).
La ville est localisée à 120 km au nord de Poznań, la capitale régionale.

## Histoire
Złotów a acquis ses droits de ville avant 1370. 
De 1975 à 1998, la ville faisait partie du territoire de la voïvodie de Piła. De 1818 à 1945, Flatow est le chef-lieu de l'arrondissement de Flatow (de) dans le district de Marienwerder au sein de la province de Poméranie. Depuis 1999, la ville fait partie du territoire de la voïvodie de Grande-Pologne.
- Histoire de la communauté juive et de sa synagogue avant la Seconde Guerre mondiale.

## Monuments

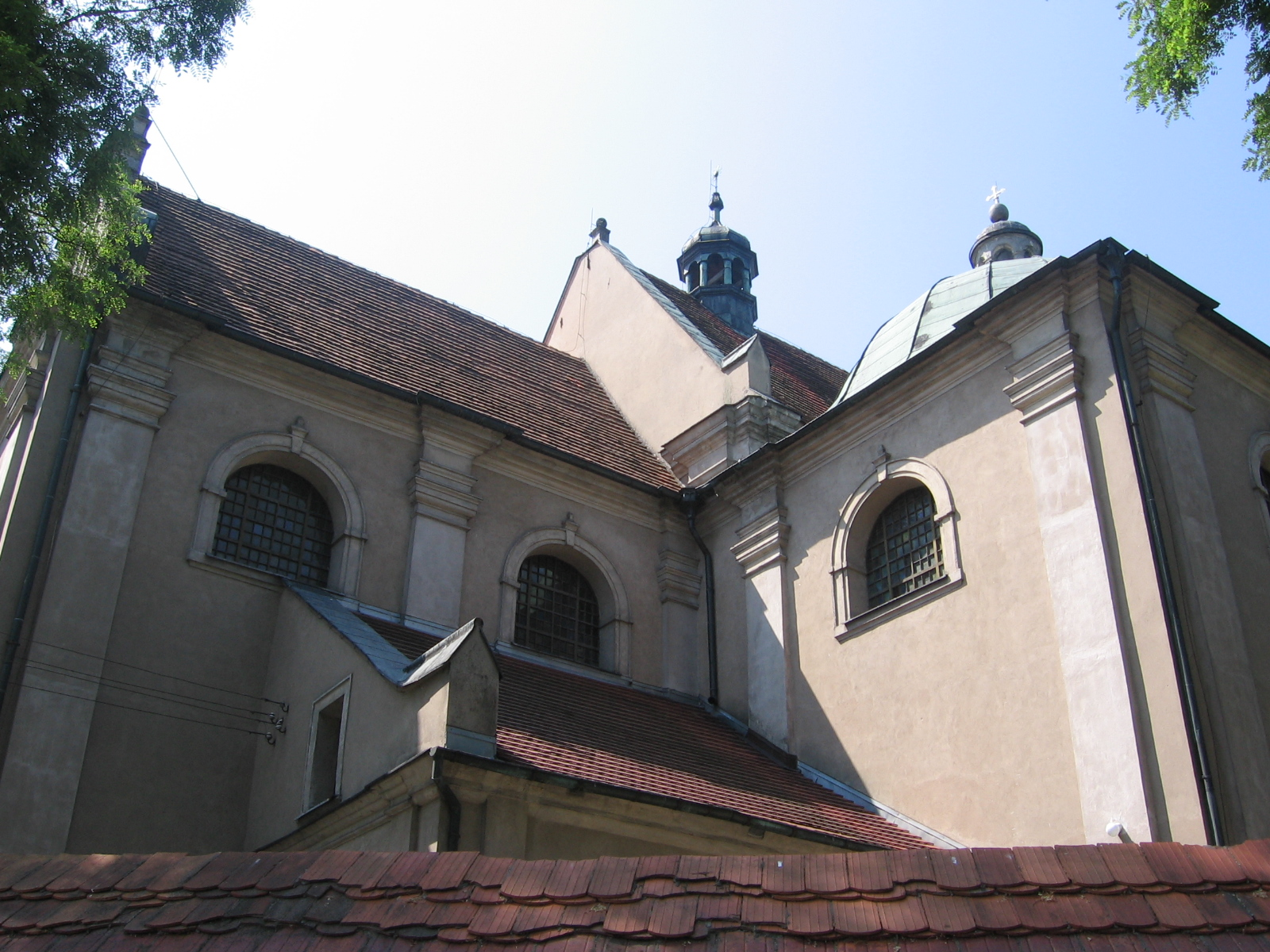
L'église collégiale.

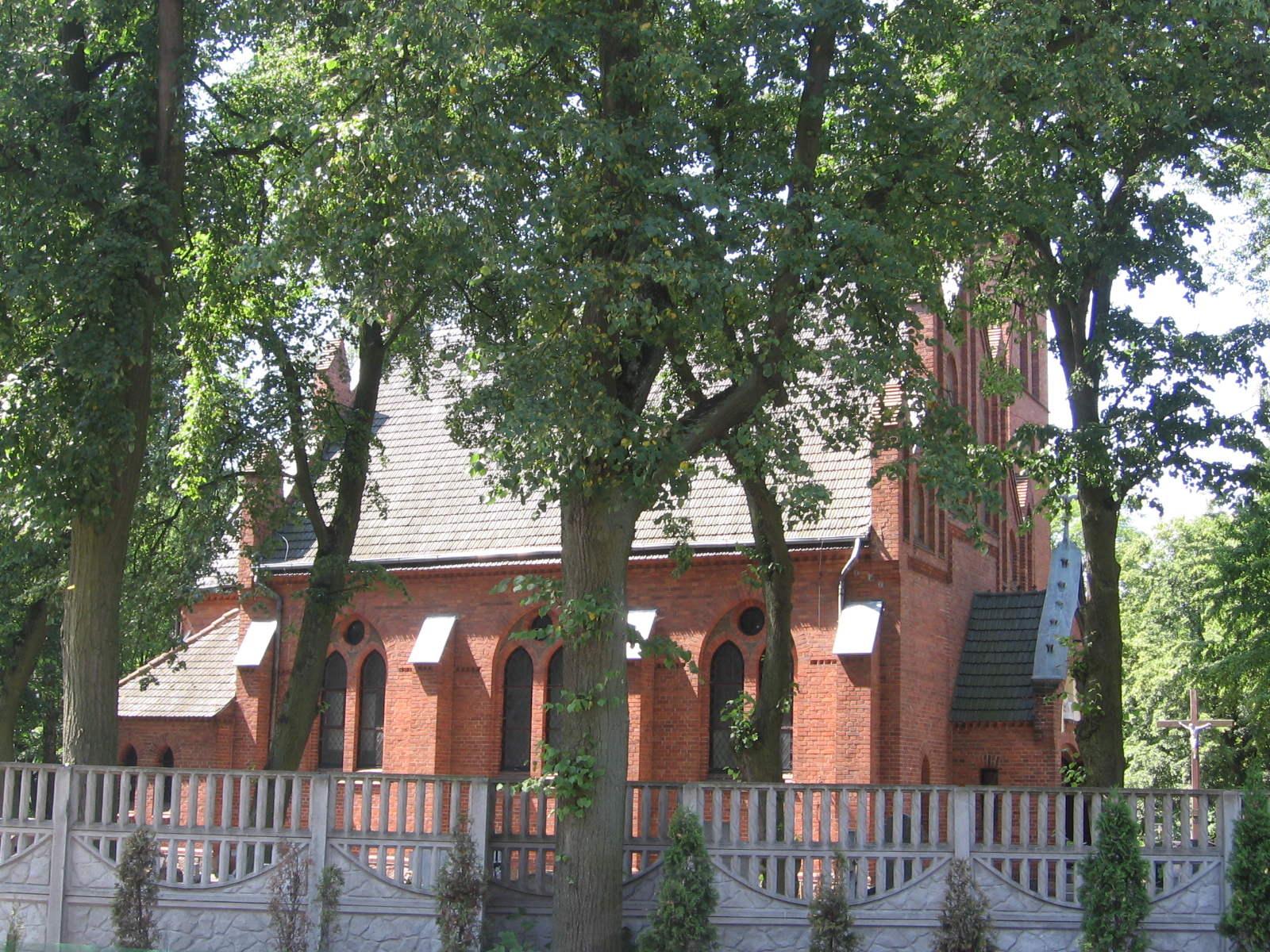
L'église Saint Roch.

- l'église collégiale, construite au XVIIe siècle ;
- l'église Saint Roch, construite entre 1903 et 1904.

## Structure du terrain
D'après les données de 2011, la superficie de la commune de Złotów est de 11,58 km2, répartis comme tel :
- terres agricoles : 33 %
- forêts : 17 %

La commune représente 0,7 % de la superficie du powiat.

## Démographie
Données du 30 juin 2013 :
| description        | Total   | Total   | Femmes | Femmes | Hommes | Hommes |
| ------------------ | ------- | ------- | ------ | ------ | ------ | ------ |
| Unité              | Nombre  | %       | Nombre | %      | Nombre | %      |
| population         | 18712   | 100     | 9738   | 52,04  | 8974   | 47,96  |
| Densité (hab./km²) | 1615,89 | 1615,89 | 840,93 | 840,93 | 774,96 | 774,96 |

## Voies de communication
- Routière :

La ville est traversée par la route secondaire 188 (de) (qui rejoint Piła à Człuchów) et la route secondaire 189 (de) (qui rejoint Jastrowie à Więcbork).
- Ferroviaire :

La ligne ferroviaire n°203 (qui relie Tczew à Kostrzyn nad Odrą) passe par la ville.

## Jumelages
- Rathenow (Allemagne)
- Eggesin (Allemagne)
- Gifhorn (Allemagne)
- La Flèche (France)